# Porpoise-Klasse (1933)
Die Porpoise-Klasse war eine Klasse von U-Booten der britischen Royal Navy im Zweiten Weltkrieg. In der Literatur werden die U-Minenleger teilweise auch als Grampus-Klasse bezeichnet.

## Baugeschichte
Im Ersten Weltkrieg entwickelte die britische Rüstungsindustrie die U-Kreuzer der M-Klasse. Die ursprünglich mit extrem schwerer Artillerie bewaffneten U-Boot-Monitore wurden nach Kriegsende als Testfahrzeuge für verschiedene Einsatzkonzepte genutzt. U. a. wurde die M3 zum Minenleger umgebaut. Das Minenverlegesystem des Versuchs-U-Bootes bewährte sich, weshalb der Bau eines großen minenenlegenden U-Bootes im britischen Etat von 1930 bewilligt wurde.
Der Prototyp Porpoise lief 1932 vom Stapel und wurde 1933 in Dienst gestellt. Der Entwurf wurde weiterentwickelt und vergrößert. Der Bug wurde umgestaltet und das Magazin für die Seeminen verlängert. Bis 1939 wurden weitere fünf U-Boote der Klasse in Dienst gestellt.
Nach Ausbruch des Zweiten Weltkrieges wurden 1940 drei weitere U-Boote der Klasse geordert. Der Bauauftrag wurde aber im September 1941 zurückgezogen. Die Royal Navy hatte nach deutschem und US-amerikanischen Vorbild inzwischen neue Seeminen entwickelt, die durch ein übliches Torpedorohr ausgestoßen werden konnten. Infolge dieser Entwicklung erschien der Bau spezieller U-Minenleger nicht mehr sinnvoll, da jetzt jedes mit Standardtorpedorohren bewaffnete U-Boot Seeminen verlegen konnte.

## Konstruktive Merkmale
Die U-Boote besaßen einen konventionellen Antrieb aus zwei Dieselmotoren für die Überwasserfahrt und zwei Elektromotoren für den Tauchbetrieb. Die Antriebsleistung wurde auf zwei Propeller übertragen.
Die Überwasserreichweite der U-Boote betrug 5880 Seemeilen (10.890 km). Die Bleiakkumulatoren erlaubten getaucht Fahrbereiche bis zu 64 Seemeilen (119 km).
Die wichtigste konstruktive Besonderheit der U-Boote war das Minenlegesystem. Andere Minenleger-U-Boote wie zum Beispiel die französische Saphir-Klasse oder die ebenfalls in Frankreich gebaute polnische Wilk-Klasse nutzten teilweise mehr als 16 senkrechte Schächte, in denen jeweils ein bis zwei Minen untergebracht waren. Die schon auf der M3 getestete britische Konstruktion ist eher mit dem Wurfsystem des russischen U-Boots Krab  aus dem Ersten Weltkrieg vergleichbar.
Die Transport- und Verlegeeinheit befand sich in einem Satteltank über dem Druckkörper. Die Minen wurden auf Schienen gelagert. Beim Verlegen wurden sie mit einem Kettenmechanismus zu einer heckseitigen Luke gezogen und dort ausgestoßen. Die Konstruktion ähnelte einem Förderband. Das Minensystem der Porpoise begann 19 m hinter dem Bug des Bootes. Bei den später gebauten Booten der Klasse zog sich das Magazin durchgehend über die gesamte Länge, wodurch bis zu 50 Minen mitgeführt werden konnten.
Obwohl das Konzept eines speziellen U-Minenlegers veraltet schien, trug in der Praxis die Porpoise-Klasse die Hauptlast der britischen unterseeischen Verminungsoperationen im Zweiten Weltkrieg, weil die spezialisierten Minenleger wesentlich mehr Seeminen transportieren konnten als jedes andere U-Boot ihrer Zeit und sie diese außerdem auch erheblich schneller und effizienter verlegen konnten.
Neben der exzellenten Minenbewaffnung besaßen die U-Boote eine relativ starke Torpedobewaffnung. Im Bug waren sechs nachladbare 53,3-cm-Torpedorohre angeordnet. Insgesamt wurden zwölf Torpedos mitgeführt. Als Deckgeschütz diente eine 10,2-cm-L/40-Kanone. Das Kaliber entspricht dem der auf den deutschen Typ-IX-Booten eingesetzten 10,5-cm-Geschütze. Die Luftabwehrbewaffnung war mit zwei 7,7-mm-Lewis-Maschinengewehren sehr schwach.

### Unterschiede zwischenPorpoiseundGrampus
Die folgenden Angaben stammen von Robert Hutchinson und differieren teilweise erheblich von den oben angegebenen Werten Erminio Bagnascos: (siehe: Literatur)
|                                      | Porpoise            | Grampus             |
| ------------------------------------ | ------------------- | ------------------- |
| Besatzung:                           | 55 Mann             | 59 Mann             |
| Wasserverdrängung (über Wasser):     | 1500 tn.l.          | 1520 tn.l.          |
| Wasserverdrängung (getaucht):        | 2053 tn.l.          | 2117 tn.l.          |
| Länge über alles:                    | 87,78 m             | 89,31 m             |
| maximale Breite:                     | 9,08 m              | 7,77 m              |
| Höchstgeschwindigkeit (über Wasser): | 15,5 kn (28,7 km/h) | 16,0 kn (29,6 km/h) |

## Einsatzgeschichte
Zu Beginn des Zweiten Weltkrieges war nur die Porpoise in Großbritannien stationiert. Die Cachalot und die Narwhal befanden sich im Mittelmeer. Die Rorqual operierte in chinesischen Gewässern, während Seal und Grampus nach China unterwegs waren. Nach Ausbruch der Kampfhandlungen im September 1939 wurden Seal und Narwhal in die Nordsee beordert. Rorqual und Grampus wurden in das Mittelmeer geschickt. In den folgenden Monaten legten die U-Boote Minensperren in der Nordsee. Kurz vor der deutschen Invasion in Norwegen und Dänemark am 9. April 1940, konzentrierten sich die Operationen auf das Kattegat, um die deutschen Anmarschwege zu blockieren.
Im Laufe des Aprils kam es zu den ersten Kampferfolgen der Klasse. Im selben Monat kam es allerdings auch zum ersten eigenen Verlust. Die Seal wurde am 27. April 1940 durch die Explosion einer eigenen Mine schwer beschädigt und geriet anschließend in deutsche Hand. Die Kriegsmarine übernahm das U-Boot und stellte es als U B in Dienst.
Nach der deutschen Invasion in Westeuropa am 13. Mai 1940, dem italienischen Kriegseintritt am 10. Juni und der folgenden faktischen Kapitulation Frankreichs am 22. Juni wurden neben weiteren Operationen vor Norwegen die U-Boote auch aktiv in der Biskaya und im Mittelmeer eingesetzt. Die inzwischen auf Malta stationierte Grampus wurde, nachdem sie zuvor mehrfach italienische Schiffe erfolglos mit Torpedos angegriffen hatte, am 16. Juni 1940 105 Seemeilen östlich der sizilianischen Stadt Syrakus von den drei italienischen Torpedobooten Circe, Clio und Polluce bei der Position 37° 5′ N, 17° 30′ O versenkt.
Der nächste Verlust folgte einen Monat später. Die Narwhal war auf dem Weg zur norwegischen Küste, um Seegebiete vor Kristiansand zu verminen. Sie wurde am 23. Juli 125 Seemeilen östlich von Aberdeen bei der Position 56° 50′ N, 1° 40′ O von einem deutschen Do-17-Bombenflugzeug versenkt. Zwischen April und Juli 1940 ging die Hälfte der Porpoise-Klasse verloren.
Die verbliebenen drei U-Boote Cachalot, Porpoise und Rorqual operierten in den folgenden drei Jahren vom belagerten Malta aus und beteiligten sich an dem Abwehrkampf der strategisch wichtigen Mittelmeerinsel gegen die anfangs überlegenen Achsenmächte. Die britischen U-Minenleger kämpften während des Krieges in Nordafrika im gesamten Mittelmeer gegen die Nachschubwege der Achse und erreichten sowohl mit Seeminen als auch mit direkten Torpedoangriffen diverse Erfolge gegen italienische und deutsche Einheiten.
Der intensive Einsatz forderte einen weiteren Verlust. Die Cachalot griff am 30. Juli 1941 bei der Position 32° 49′ N, 20° 11′ O 45 Seemeilen nördlich der libyschen Hafenstadt Bengasi den italienischen Frachter Capo Orso mit ihrem Deckgeschütz an. Das eskortierende italienische Torpedoboot Generale Achille Papa versenkte den britischen Angreifer durch einen entschlossenen Rammangriff.
Nachdem am 13. Mai 1943 die letzten deutsch-italienischen Verbände in Nordafrika kapituliert hatten, am 10. Juli 1943 im Rahmen der Operation Husky alliierte Kräfte in Süditalien gelandet waren und Italien im September 1943 aus dem Krieg ausschied, war der Krieg im Mittelmeer endgültig entschieden und wurde auch aus britischer Sicht zum Nebenkriegsschauplatz. Die beiden verbleibenden U-Boote der Klasse wurden 1944 aus dem Mittelmeer abgezogen, um sie im Pazifikkrieg gegen Japan einzusetzen. Bis Kriegsende im September 1945 wurden mehrere japanische Schiffe sowohl mit Seeminen als auch mit direkten Torpedo- und Artillerieangriffen versenkt.
Am 19. Januar 1945 wurde die Porpoise in der Malakkastraße von japanischen Flugzeugen versenkt. Das war der 77. und letzte U-Boot-Verlust der Royal Navy im Zweiten Weltkrieg.
Als einziges Boot der Klasse überstand die Rorqual den Krieg. Sie wurde am 19. Dezember 1945 verkauft und im März 1946 verschrottet.
Die U-Boote verlegten im Krieg ca. 2600 Seeminen:
- Rorqual: 1284
- Porpoise: 465
- Narwhal: 450
- Cachalot: 300
- Grampus: 50
- Seal: 50

## Kampferfolge (Auswahl)

### 1940
- 14. April: Der deutsche Hilfsminensucher M 1101/Fock und Hubert lief vor Skagen auf eine am Vortag von Narwhal gelegte Seemine und wurde schwer beschädigt. Das Schiff strandete später und wurde aufgegeben.
- 23. April: Der deutsche Hilfsminensucher M 1302/Schwaben lief vor Skagen auf eine von Narwhal am 13. April gelegte Seemine und sank.
- 1. Mai: Narwhal griff im Skagerrak zwei deutsche Truppentransporter mit Torpedos an. Die Buenos Aires sank und die Bahia Castillo wurde schwer beschädigt.
- 3. Mai: Der deutsche Hilfsminensucher M 1102/H.A.W. Möller sank im Skagerrak nach einem Minentreffer. Die Mine war von Narwhal am 1. Mai gelegt worden.
- 6. Mai: Das deutsche Transportschiff Vogesen sank im Kattegat nach einem Minentreffer. Die Seeminen stammten von der Seal.
- 30. Mai: Das deutsche Vorpostenboot V 1109/Antares lief vor Molde auf eine von Narwhal am 11. Mai gelegte Mine und sank.
- 5. Juni: Der deutsche Minensucher M 11 und der deutsche Frachter Palime liefen vor Feiestein auf von Narwhal zwei Tage zuvor gelegte Seeminen. Der Minensucher sank sofort. Das Handelsschiff strandete und wurde aufgegeben.
- 18. Juni: Der deutsche Minensucher M 4 sank nordwestlich Kristiansand nach einem Minentreffer. Die Minen waren vier Tage zuvor von Porpoise gelegt worden.
- 26. Juni: Das italienische Handelsschiff Loasso lief vor Torre Preposti (Apulien) auf eine von Rorqual gelegte Seemine und sank.
- 6. Juli: Der deutsche Hilfs-U-Jäger UJ D/Treff VIII sank vor der norwegischen Küste nach einem Minentreffer. Die Seeminen waren am 4. Juli von Narwhal gelegt worden.
- 24. Juli: Der italienische Transporter Celio lief vor der libyschen Küste auf eine von Rorqual am 21. Juli gelegte Seemine und sank.
- 14. August: Rorqual legte vor der libyschen Küste Seeminen. Am selben Tag sank der italienische Frachter Leopardi durch eine dieser Minen.
- 20. August: Cachalot versenkte in der Biskaya das deutsche U-Boot U 51 mit Torpedos.
- 23. September: Der deutsche Hilfsminensucher M 1604/Österreich lief in der Biskaya auf eine von Cachalot gelegte Seemine und sank.
- 25. September: Das italienische Lotsenboot F 34/Rina Croce sank vor Brindisi durch eine Seemine. Das Minenfeld wurde am 14. Juni von Rorqual gelegt.
- 13. Oktober: Die drei deutschen Hilfsminensucher Gnom, Kobold 1 und Kobold 3 sanken vor dem Osterfjord nach Minentreffern. Die Minen wurden am 12. Juni von Narwhal gelegt.
- 5. Dezember: Das italienische Torpedoboot Calipso lief vor Misrata auf eine von Rorqual gelegte Seemine und sank.
- 23. Dezember: Das italienische Torpedoboot Fratelli Cairoli lief vor Misratah auf eine von Rorqual gelegte Seemine und sank.

### 1941
- 31. Januar: Die Rorqual versenkte vor Dubrovnik während eines Artillerieduells den bewaffneten italienischen Schlepper Ursus und beschädigte eine Artillerieplattform.
- 25. März: Ein italienischer Geleitzug geriet vor Capo Gallo (Sizilien) in ein von Rorqual am Vortag verlegtes Minenfeld. Die Frachter Verde und Ticino sanken.
- 28. März: Das italienische Torpedoboot Generale Antonio Chinotto sank in demselben Minenfeld vor Capo Gallo.
- 30. März: Rorqual torpedierte und versenkte vor Capo Gallo den italienischen Tanker Laura Corrado.
- 31. März: Rorqual torpedierte und versenkte vor Capo Gallo das italienische U-Boot Pier Capponi südlich von Stromboli.
- 28. August: Die Rorqual torpedierte und versenkte südwestlich der ionischen Insel Schiza den italienischen Transporter Cilicia.
- 20. Oktober: Die italienischen Torpedoboote Altair und Aldebaran sanken im Saronischen Golf nach Minentreffern. Das Minenfeld war am 8. Oktober von Rorqual gelegt worden.
- 9. Dezember: Südlich von Pylos torpedierte Porpoise den italienischen Transporter Sebastiano Venier, der anschließend auf Grund lief. An Bord befanden sich 1800 alliierte Kriegsgefangene. Trotz schlechter Wetterbedingungen konnten über 1700 Mann gerettet werden.

### 1942
- 18. Januar: Porpoise versenkte das italienische Handelsschiff Citta di Livorno nordöstlich von Kap Maleka (Kreta) mit Torpedos.
- 9. Februar: Das italienische Transportschiff Salpi sank vor Capo Ferrato (Sardinien) durch Minentreffer. Die Minen waren am 22. Oktober 1941 von Rorqual gelegt worden.
- 12. August: Porpoise torpedierte und versenkte vor Ras El Tin (Libyen) den italienischen Transporter Ogaden.
- 15. August: Porpoise torpedierte und versenkte vor Ras Amir (Libyen) den italienischen Frachter Lerici.
- 22. August: Das italienische Torpedoboot Generale Antonio Cantore sank westlich Tobruk (Libyen) infolge eines Minentreffers. Das Minenfeld wurde zehn Tage zuvor von Porpoise gelegt.
- 30. August: Rorqual torpedierte und versenkte im Ionischen Meer das italienische Transportschiff Monstella.
- 18. November: Porpoise torpedierte und versenkte den italienischen Tanker Giulio Giordani nordöstlich Misurata (Libyen).
- 23. November: Porpoise versenkte vor Sfax (Tunesien) das italienische Vorpostenboot F 39/Fertilla mit dem Deckgeschütz.

### 1943
- 18. Januar: Der deutsche Truppentransporter Ankara lief nordöstlich von Tenedos auf eine von Rorqual am selben Tag gelegte Seemine und sank.
- 7. Juli: Rorqual torpedierte und versenkte westlich Tenedos den deutschen Tanker Wilhelmsburg.
- 7. August: Rorqual torpedierte und versenkte in der Ägäis den französischen Transporter Nantaise.
- 7. September: Das französische Transportschiff P.L.M. 24 lief nördlich von Skiathos auf eine von Rorqual gelegte Seemine.

### 1944
- 6. Juli: Porpoise versenkte in der Malakkastraße ein kleines japanisches Segelschiff mit dem Deckgeschütz.
- 9. September: Die beiden japanischen Hilfs-U-Jäger Cha 8 und Cha 9 liefen nördlich Medan (Sumatra) auf Seeminen und sanken. Das Minenfeld wurde von Porpoise zwischen dem 6. und dem 8. Juli gelegt.
- 10. September: Der japanische Tanker Takekum Maru sank vor Medan infolge eines Minentreffers. Das Minenfeld wurde von Porpoise zwischen dem 6. und dem 8. Juli gelegt.

### 1945
- 15. Januar: Der japanische Hilfsminensucher Kyo Maru 1 lief vor Penang (Malaysia) auf eine von Porpoise am 9. Januar gelegte Mine und sank.
- 25. März: Rorqual versenkte westlich Sumatra ein kleines japanisches Segelschiff mit dem Deckgeschütz.
- 27. März: Der japanische Hilfsminensucher Ma 1 sank vor Medan (Sumatra) nach einem Minentreffer. Das Minenfeld wurde zwischen dem 6. und dem 8. Juli 1944 von Porpoise gelegt. Am selben Tag versenkte Rorqual westlich Sumatra zwei kleine japanische Küstenmotorschiffe mit dem Deckgeschütz und beschädigte ein weiteres.
- 2. April: Rorqual versenkte westlich Sumatra zwei japanische Segelschiffe mit dem Deckgeschütz.
- 11. Mai: Rorqual versenkte in der westlichen Javasee ein japanisches Küstenmotorschiff mit dem Deckgeschütz.

## Boote der Klasse
Fünf Boote gingen im Krieg verloren. Eines überstand den Krieg. Drei Einheiten wurden lediglich geplant, aber nie gebaut.
| Boot            | Bauwerft                                    | Kiellegung         | Stapellauf         | Indienststellung | Verbleib |
| --------------- | ------------------------------------------- | ------------------ | ------------------ | ---------------- | --- |
| Porpoise (N 14) | Vickers-Armstrong                           | 22. September 1931 | 30. August 1932    | 11. März 1933    | Am 16. Januar 1945 in der Straße von Malakka von japanischen Flugzeugen versenkt.                                                                                             |
| Narwhal (N 45)  | Vickers-Armstrong                           | 29. Mai 1934       | 29. August 1935    | 28. Februar 1936 | Am 30. Juli 1940 vor Aberdeen von deutschen Flugzeugen versenkt. |
| Grampus (N 56)  | Chatham Dockyard                            | 20. August 1934    | 25. Februar 1936   | 10. März 1937    | Am 16. Juni 1940 vor Syrakus von italienischen Torpedobooten versenkt. |
| Rorqual (N 74)  | Vickers-Armstrong                           | 1. Mai 1935        | 21. Juli 1936      | 10. Februar 1937 | Am 17. März 1946 zur Verschrottung verkauft. |
| Cachalot (N 83) | Scotts Shipbuilding and Engineering Company | 12. Mai 1936       | 2. Dezember 1937   | 15. August 1938  | Am 30. Juli 1941 vor Bengasi von einem italienischen Torpedoboot gerammt und versenkt.                                                                                        |
| Seal (37 M)     | Chatham Dockyard                            | 9. Dezember 1936   | 27. September 1938 | 24. Mai 1939     | Am 4. Mai 1940 im Kattegat von deutschen Einheiten aufgebracht. Am 30. November 1940 als U B in Dienst gestellt. 31. Juli 1941 stillgelegt und am 3. Mai 1945 selbstversenkt. |
| (P 411)         | Scotts                                      |                    |                    |                  | Auftrag im Januar 1941 gestrichen |
| (P 412)         | Scotts                                      |                    |                    |                  | Auftrag im Januar 1941 gestrichen |
| (P 413)         | Scotts                                      |                    |                    |                  | Auftrag im Januar 1941 gestrichen |